# 人形劇
人形劇（にんぎょうげき）は、人形（物体）を介して表現する演劇。起源については呪術・祈祷などで発生したと言われている。江戸時代以前に成立した伝統的なものを人形芝居と呼んで区別することも。人形の操作方法により、手遣い人形（パペット）、棒遣い人形、糸操り人形（マリオネット）に大きく分類される。日本の伝統的な人形劇には文楽（人形浄瑠璃）がある。他に映画（テレビ）人形劇もある。海外ではアメリカのジム・ヘンソンとフランク・オズが創設したマペット、フランスのギニョール、イギリスの「パンチとジュディ」が有名。

## 日本の人形劇
日本には、活動中のプロ人形劇団は多くあるが、形態が多岐にわたるため把握できない。30年以上継続して活動している人形劇団には、人形劇団ひとみ座、人形劇団プーク、人形劇団クラルテ、人形劇団京芸、人形劇団ポポロ、人形館ぽー、人形劇団ゆりかご、人形劇団むすび座、結城座、貝の火、人形劇・トロッコ、人形劇団童心座、糸操り人形劇団みのむし、かわせみ座、などがある。また、劇団の連合体として、日本人形劇ネットワーク、全国専門人形劇団協議会、日本人形劇人協会、日本ウニマなどの専門的な団体がある。
滋賀県大津市にある人形劇の図書館は、日本で唯一の人形劇の専門図書館で、人形劇の研究などのために、現代人形劇を中心とした図書・資料を蒐集し公開している。人形劇・人形芝居関係の図書は、他に国立劇場や国立文楽劇場の図書資料室、早稲田大学演劇博物館などに多い。
2003年には香川県東かがわ市のとらまる公園内に日本で初めての体験型博物館である『とらまる人形劇ミュージアム』と『人形劇学校パペットアーク』が日本人形劇ネットワークによって設立された。2013年3月に国内唯一の人形劇専門学校だった「パペットアーク」が資金難から閉鎖した。

## 伝統的な人形劇

### 日本
- 文楽（人形浄瑠璃）
- 桐生からくり人形
- 八王子車人形
- 相模人形芝居
- 佐渡の人形芝居
- 真桑人形浄瑠璃
- 安乗の人形芝居
- 北原人形芝居（大分県中津市）

### 日本以外
- 布袋戯 - 台湾の伝統芸能
- コクトゥカクシノルム - 朝鮮の唯一の人形劇
- ワヤン・クリ - インドネシアの伝統芸能
- カラゴズ（英語版） - トルコの伝統芸能
- チェコのマリオネット - チェコの伝統芸能
- ベルテプ - ウクライナの移動式人形劇
- 水上人形劇 - ベトナムの伝統芸能
- en:Hun lakhon lek、en:Hun krabok、サーコン・ヤンキアウソット - タイ

中国
- 提線木偶戯（糸あやつり人形劇）
- 杖頭木偶戯（棒遣い人形劇）
- 鉄枝木偶戯
- 布袋木偶戯（手指遣い人形劇）
- 扁担木偶戯（てんびん棒操り人形劇）

## TV人形劇

### 日本国内製作
- NHK連続TV人形劇
  - 1953年02月20日 - 同年10月30日　玉藻前
  - 1956年04月14日 - 1964年04月03日　チロリン村とくるみの木
  - 1960年09月05日 - 1962年03月27日　宇宙船シリカ
  - 1963年04月07日 - 1965年04月01日　銀河少年隊
  - 1964年04月06日 - 1969年04月04日　ひょっこりひょうたん島
  - 1969年04月07日 - 1970年04月03日　空中都市008
  - 1970年04月06日 - 1973年03月16日　ネコジャラ市の11人
  - 1973年04月02日 - 1975年03月28日　新八犬伝
  - 1975年04月07日 - 1977年03月25日　真田十勇士
  - 1977年04月04日 - 1978年03月17日　笛吹童子
  - 1978年04月03日 - 1979年03月16日　紅孔雀
  - 1979年04月02日 - 1982年03月19日　プリンプリン物語
  - 1982年10月02日 - 1984年03月24日　人形劇 三国志
  - 1984年04月02日 - 1985年03月15日　ひげよさらば
  - 1993年12月10日 - 1995年01月26日　人形歴史スペクタクル 平家物語
  - 2009年10月12日 - 2010年05月28日　連続人形活劇 新・三銃士
  - 2014年10月12日 - 2015年02月15日　シャーロックホームズ

これらの作品は、「ひょっこりひょうたん島」までは平日午後5時台、それ以降「プリンプリン物語」までは平日午後6時台の帯番組だった。いずれもNHKの子供向け番組の看板番組で視聴率・人気も高い傾向にあり、当時の子供たちの生活習慣になじんでいた。以後は「三国志」が土曜日6時台に週1回放映、「ひげよさらば」が平日午後5時台の帯番組となった。しかし、NHKでは平日夕方枠のニュース拡充（特にローカルニュース枠）、アニメ放映に積極的に乗り出したこと、子供たちの生活習慣の変化などを理由に枠は消失した。以降、人形劇のレギュラー放映枠は作られていなかったが、三谷幸喜の脚色による企画が立ち上がり、それぞれ単発ではあるものの2009年10月から「連続人形活劇 新・三銃士」が、2014年10月から「シャーロックホームズ」が放送された。
なお、同枠の特徴として「新八犬伝」から「紅孔雀」までの4作品が伝奇時代もの、「三国志」が中国古典を基にしている以外は、SFファンタジー作品であることを挙げることができる。伝奇時代ものであっても、SF性など現代性を持たせていて、その折々の国内・国際情勢の風刺なども積極的に織り込まれた。
また通常の人間が演じるドラマ等には無いキャラクターの動きや表情なども魅力としてあげられる。
プリンプリン物語のころまではビデオテープ（2インチVTR）が高価で大型であり、収録された映像は放送終了後に消去されて他の番組に使い回されていたため、映像はプリンプリン物語の三年目までは満足に残っていない。
- NHK教育テレビ 学校放送、幼稚園・保育所向け番組
  - ピコピコポン
  - ぼうけん!メカラッパ号
  - 小学校低学年向け国語番組、幼稚園・保育所向け
    - にんぎょうげき：1959年 - 1990年
    - おとぎのへや：1962年 - 1990年
    - こどもにんぎょう劇場：1990年 - 2011年

  - 小学校低学年向け道徳番組
    - 大きくなる子：1961年 - 1988年
    - あつまれ!じゃんけんぽん：1988年 - 2003年
    - のびのびノンちゃん：1990年 - 1996年
    - ざわざわ森のがんこちゃん：1996年 -
    - ぼうけん!メカラッパ号 ：2000年 - 2002年
    - バケルノ小学校 ヒュードロ組：2003年 - 2009年
    - 銀河銭湯パンタくん - 2013年 -

- 民放各社
  - おーい!チロリン村だよ
  - 伊賀の影丸
  - 飛べ!孫悟空
  - Xボンバー
  - 地下鉄のドジ
  - ウルトラマンM730 ウルトラマンランド
  - いとしのファブリオ
  - オー!マイキー
  - Spitting Image Japan (ラスタとんねるず'94内コーナー)
  - それいけトッピー (おはよう!こどもショー内コーナー)
  - ドンケン (おはよう!こどもショー内コーナー)

- 独立UHF局
  - Kawaii! JeNny
  - モンキーパーマ
  - Thunderbolt Fantasy 東離劍遊紀

### 日本以外での製作
イギリスには人形劇番組が多い。これは、日本ではアニメが高年齢で特撮が低年齢、アメリカではアニメが低年齢で特撮が高年齢中心なのに対し、イギリスでは人形劇が低年齢番組の主役だからである。下で説明しているジェリー＆シルヴィア・アンダーソン夫妻も、最初は低年向人形劇を作っていた。ただし、時代の変化に伴い、「きかんしゃトーマス」の現行シリーズや「サンダーバード」の新作は人形劇ではなくCGアニメーションで製作されている。
- 「サンダーバード」「地球防衛軍テラホークス」等一連のアンダーソン夫妻の作品は「ジェリー・アンダーソン」および「シルヴィア・アンダーソン」を参照。
- 「きかんしゃトーマス」
- 「がんばれタッグス」
- 「くまのパディントン」
- 「スピッティング・イメージ」
- 「マペット・ショー」
- 「セサミストリート」
- 「ネビュラ・75」
- 「ミークシ」

## 人形劇の全国コンクール

### 日本
- 全国青年大会

## 公立人形劇場

### 日本
- 札幌市こども人形劇場こぐま座 - 北海道札幌市（公立としては日本で初めてつくられた人形劇の専門劇場）
- 札幌市こどもの劇場やまびこ座
- 横浜人形の家 - 神奈川県横浜市
- 飯田人形劇場 - 長野県飯田市
- ドリームシアター岐阜 - 岐阜県岐阜市
- 若州一滴文庫 - 福井県おおい町
- 吹田市文化会館 - 大阪府吹田市
- 人形劇場とらまる座 - 香川県東かがわ市

### 日本以外
- 台北偶戯館(人形劇館)[4]
- 林柳新紀念偶戯博物館[5]